# Museo civico d'arte industriale Davia Bargellini
Il Museo d'arte industriale Davia Bargellini è un museo sito nel Palazzo Davia Bargellini a Bologna. Fa parte dei Musei civici d'arte antica ed è gestito da Settore Musei Civici Bologna.

## La sede

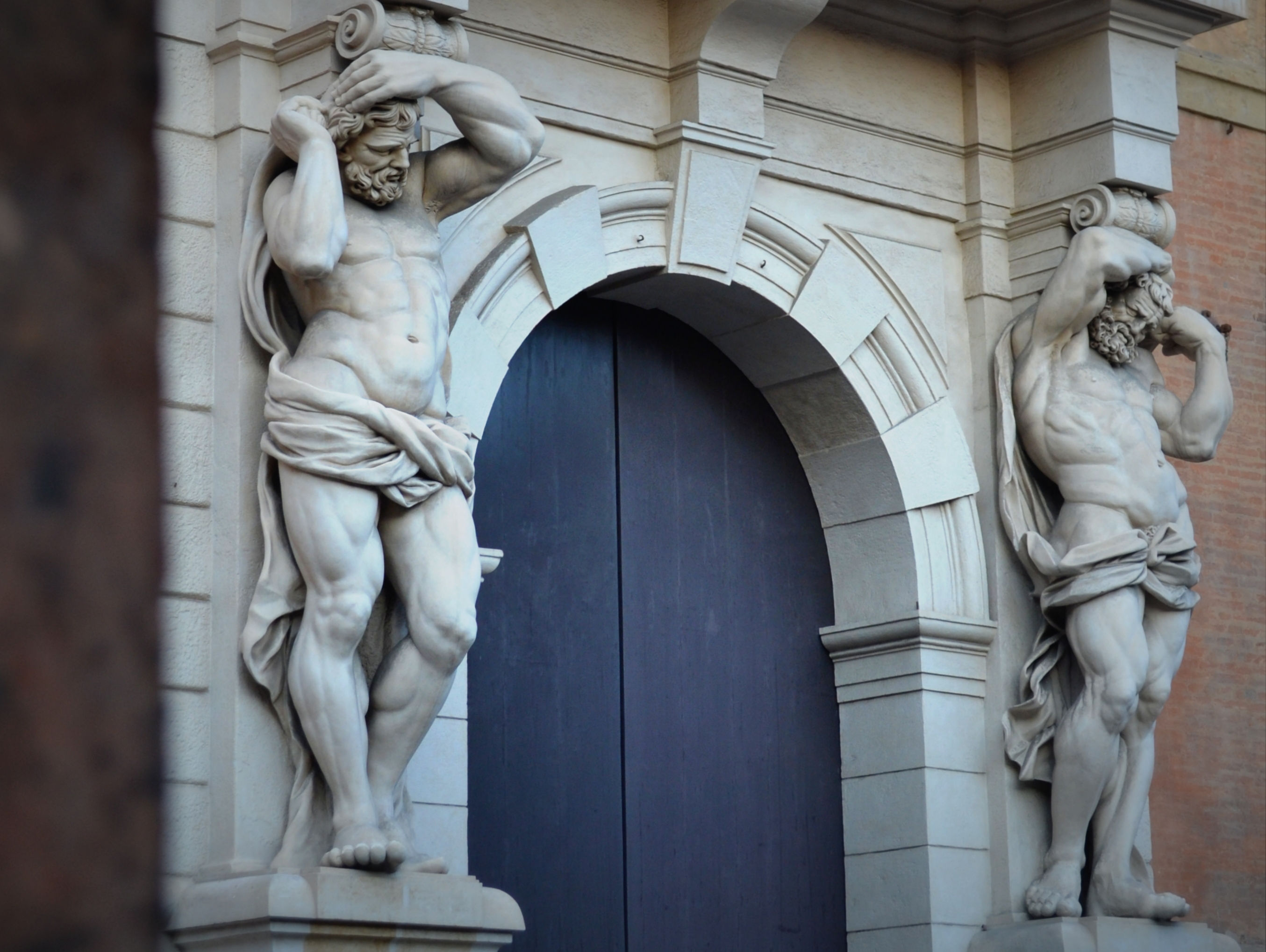
I telamoni all'ingresso del palazzo Davia Bargellini, sede del museo

Il palazzo è una costruzione del Seicento dalla struttura possente, progettata dall'architetto Bartolomeo Provaglia, che rinunciò alla classica struttura con portico per evidenziarne l'unicità e la gravosità, in uno spazio lasciato aperto dal portico antistante la basilica di Santa Maria dei Servi. All'ingresso sono due telamoni, scolpiti da Francesco Agnesini e Gabriele Brunelli.

## Storia
Il museo sorse nel 1920, per volere dell'allora Soprintendente alle Gallerie di Bologna e della Romagna, Francesco Malaguzzi Valeri. Egli raggruppò in questa istituzione la Quadreria Davia Bargellini e la raccolta d'arti applicate "Curiosità della vecchia Bologna" di varia provenienza, al fine di ricostruire un appartamento arredato del Settecento bolognese.

## Le collezioni
L'allestimento rispecchia tuttora quello originario e comprende due nuclei distinti: la galleria di dipinti e la raccolta d'arti applicate.

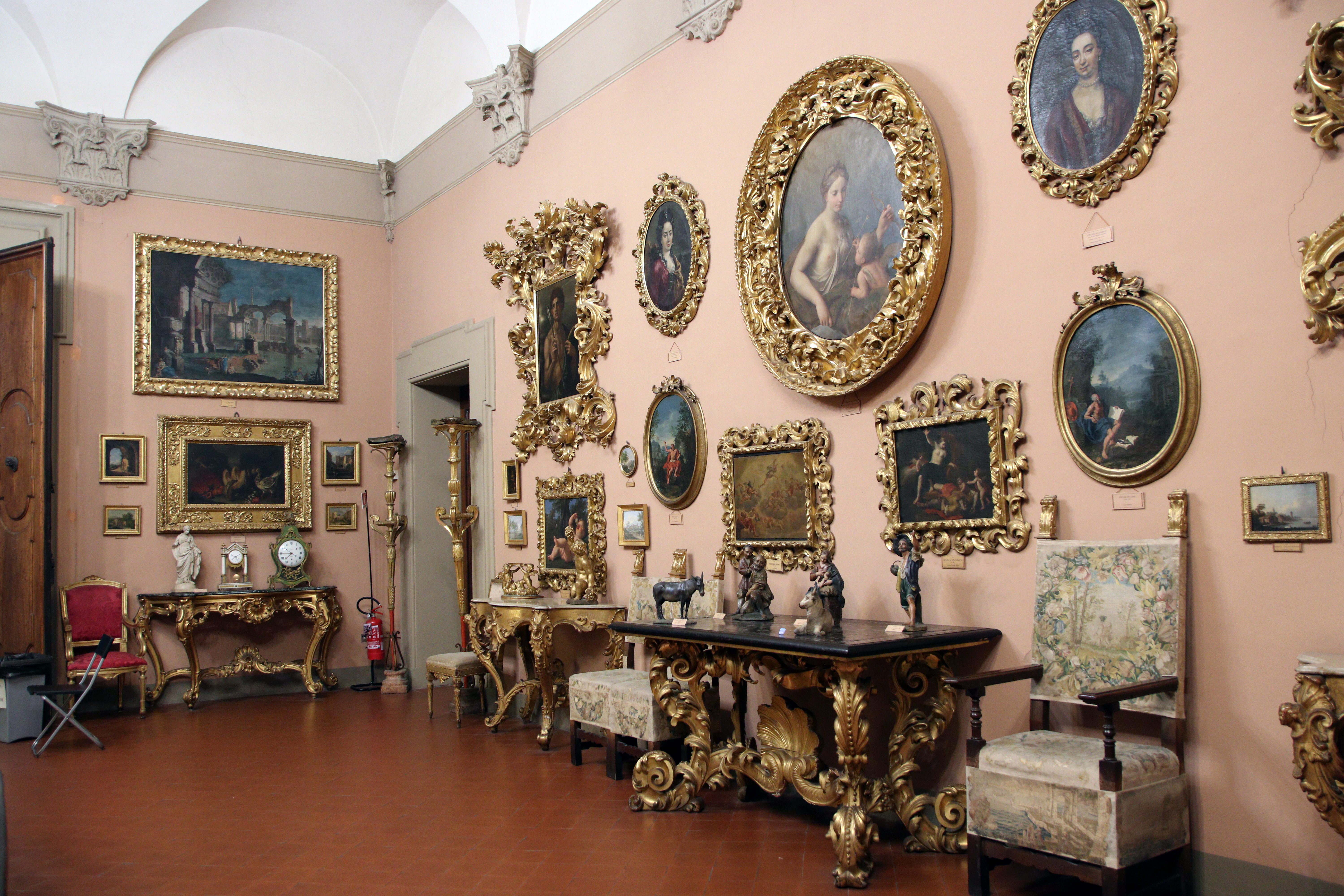
L'allestimento.

La galleria, proveniente in buona parte dalla Quadreria della famiglia Bargellini, copre un ampio spettro della scuola bolognese di pittura. Essa spazia dal Trecento (con opere come la Madonna dei Denti di Vitale da Bologna, la Pietà di Simone dei Crocefissi e la Madonna con Bambino di Cristoforo da Bologna) al tardogotico (rappresentato dal San Giovanni Battista di Jacopo di Paolo e l'Evangelista di Michele di Matteo), fino al manierismo (con opere di Prospero e Lavinia Fontana) e al tardo barocco (Giuseppe Maria e Luigi Crespi). A questi dipinti si aggiungono una serie di ritratti di autorevoli componenti della famiglia Bargellini, realizzati da Bartolomeo Passerotti e numerose tele a tema sacro e profano commissionate a Marcantonio Franceschini. La collezione include inoltre una ricca raccolta di scultura bolognese in terracotta, dal XVI al XIX secolo, tra cui alcune opere di Giacomo De Maria, Giacomo Rossi, Giuseppe Maria Mazza, Angelo Piò, Clarice Vasini tra gli altri.
La raccolta di oggetti d'arte applicata include una variegata ed eclettica collezione di oggetti assai diversi: ferri battuti, bronzi ornamentali, chiavi e paramenti liturgici finemente ricamati, nonché una Berlina di Gala tardo settecentesca, dipinta e dorata, con intagliato lo stemma cardinalizio di Filippo de Angelis. Oltre al mobilio e alle suppellettili tipiche del Settecento bolognese, il museo comprende un raro teatrino per marionette e una riproduzione in miniatura dell'interno di un'abitazione privata del XVIII secolo.
Completano la collezione diversi esemplari di ceramica graffita, fra cui boccali trecenteschi di fabbricazione romagnola e centro-italiana, e opere bolognesi rinascimentali, rinvenute durante gli scavi svolti a inizio Novecento nel centro cittadino.

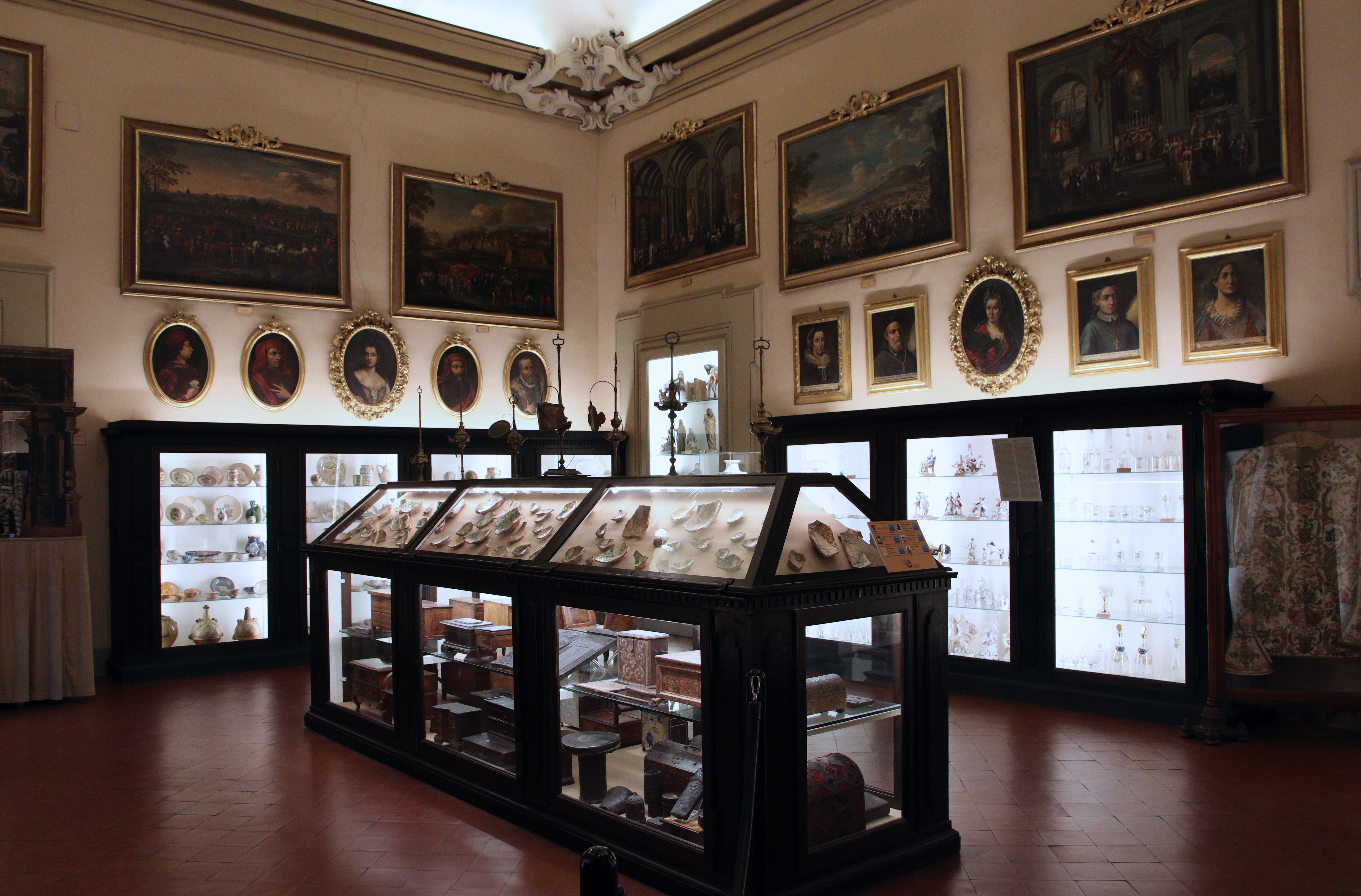
Galleria degli antenati
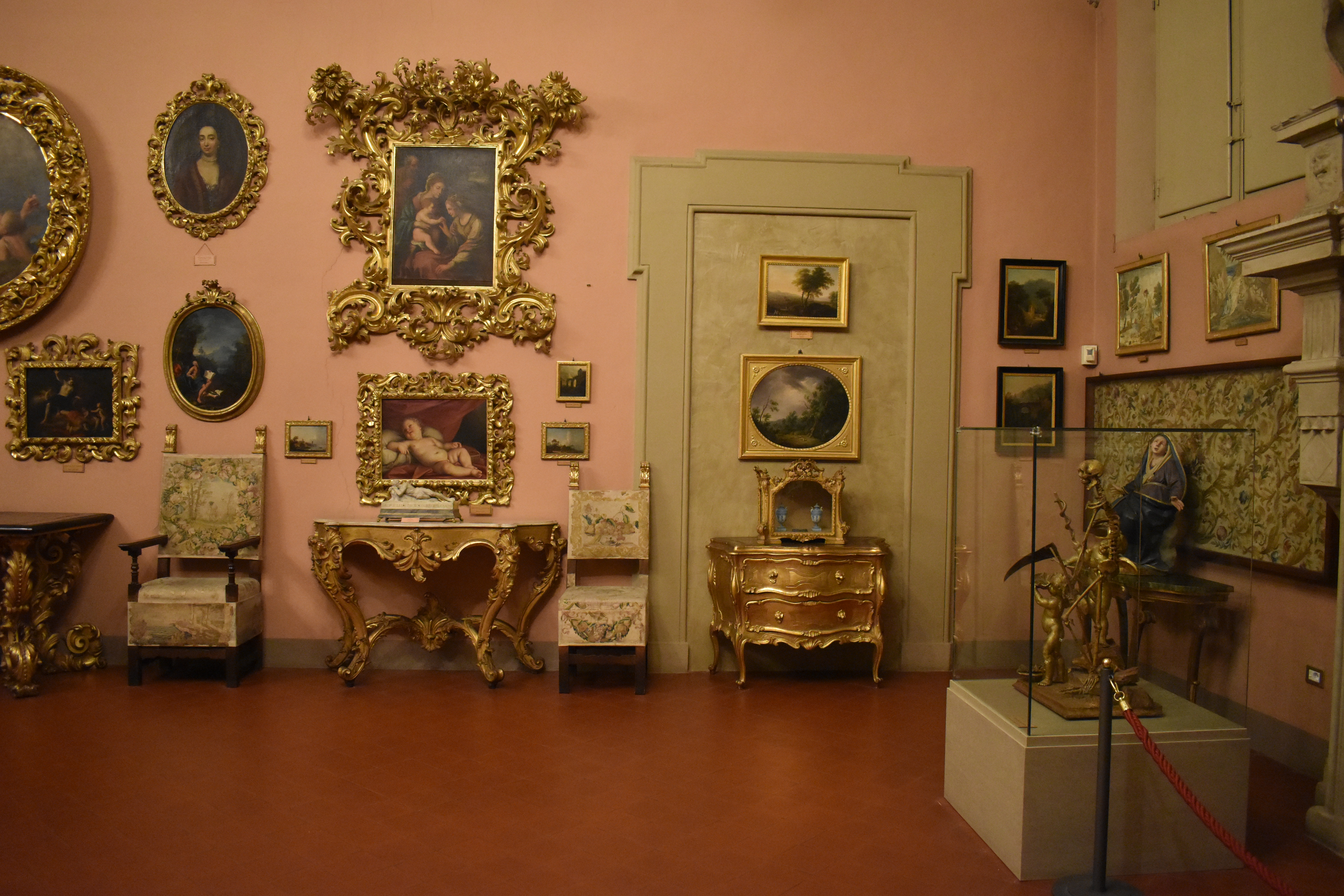
Sala 6
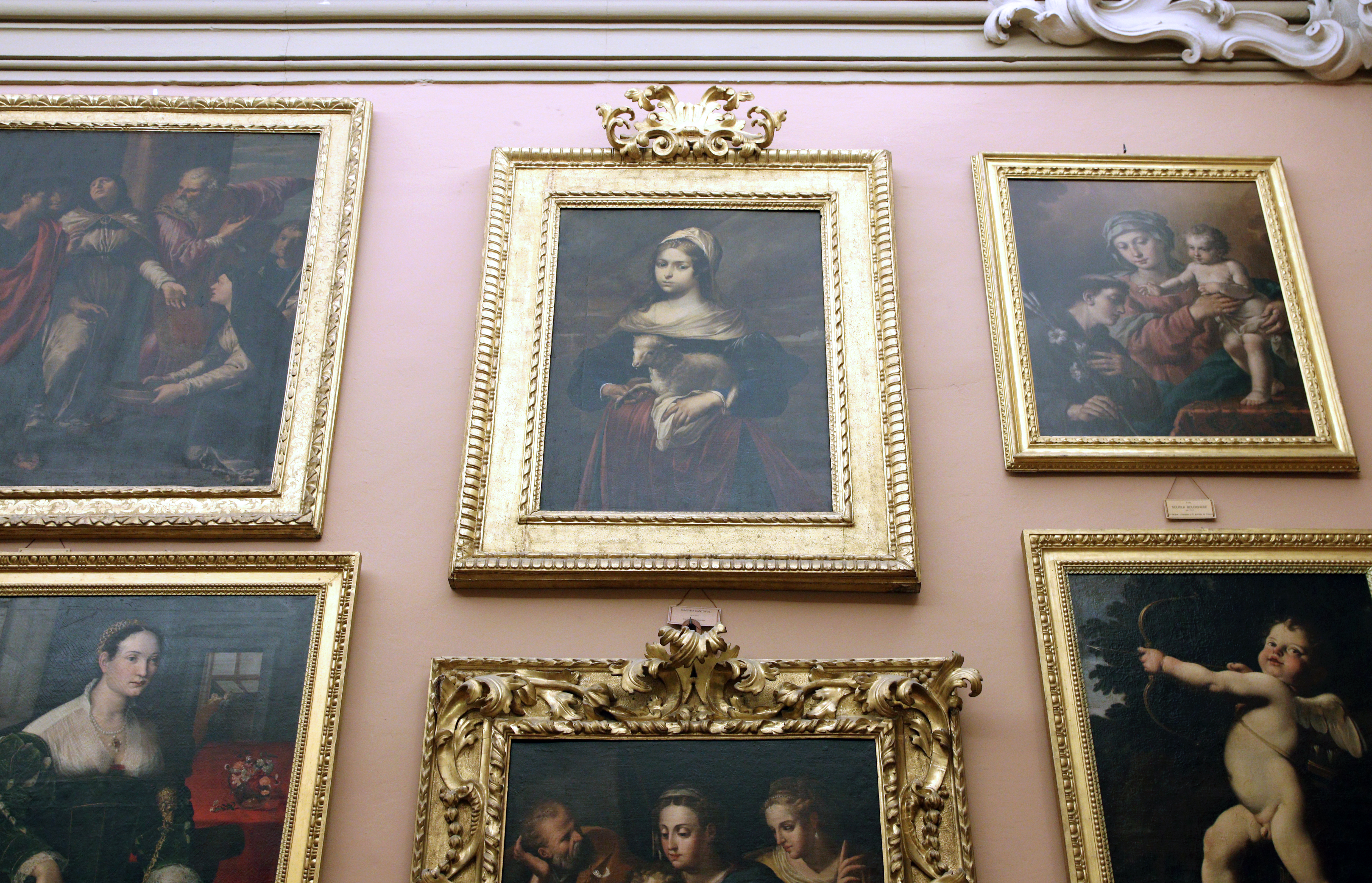
Ginevra Cantofoli, Fanciulla con pecorella
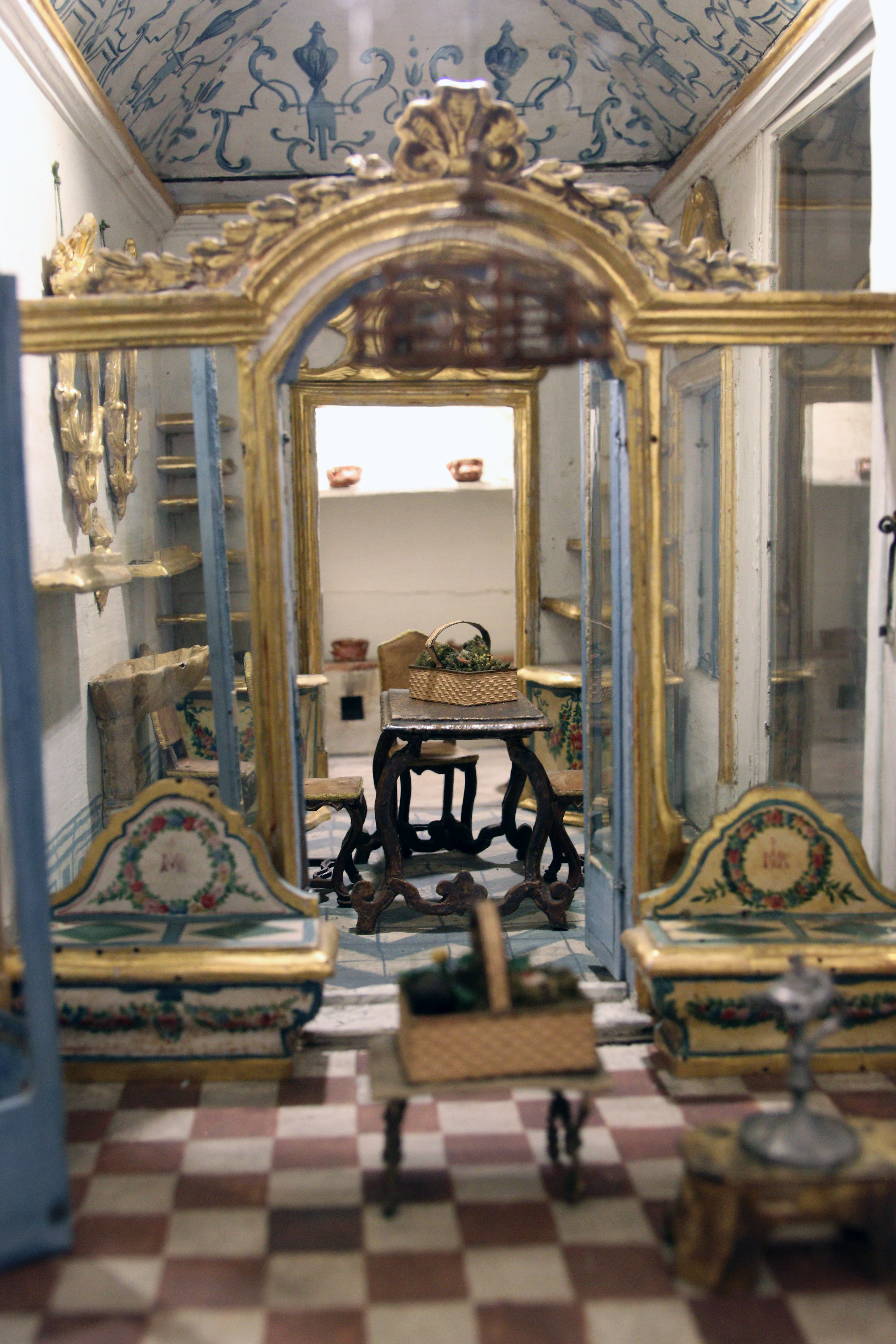
Casa del XVIII secolo in miniatura
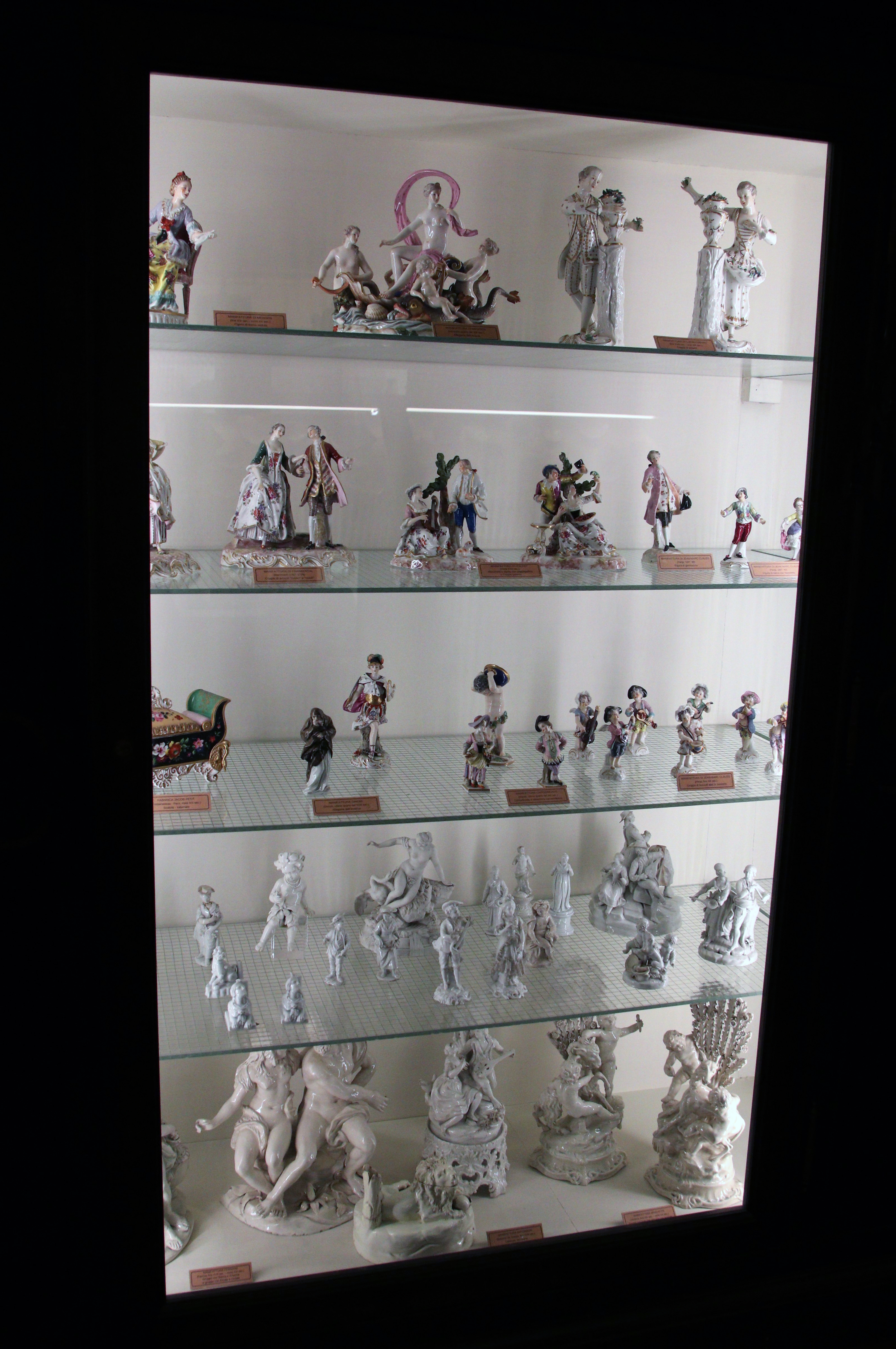
Vetrinetta con porcellane
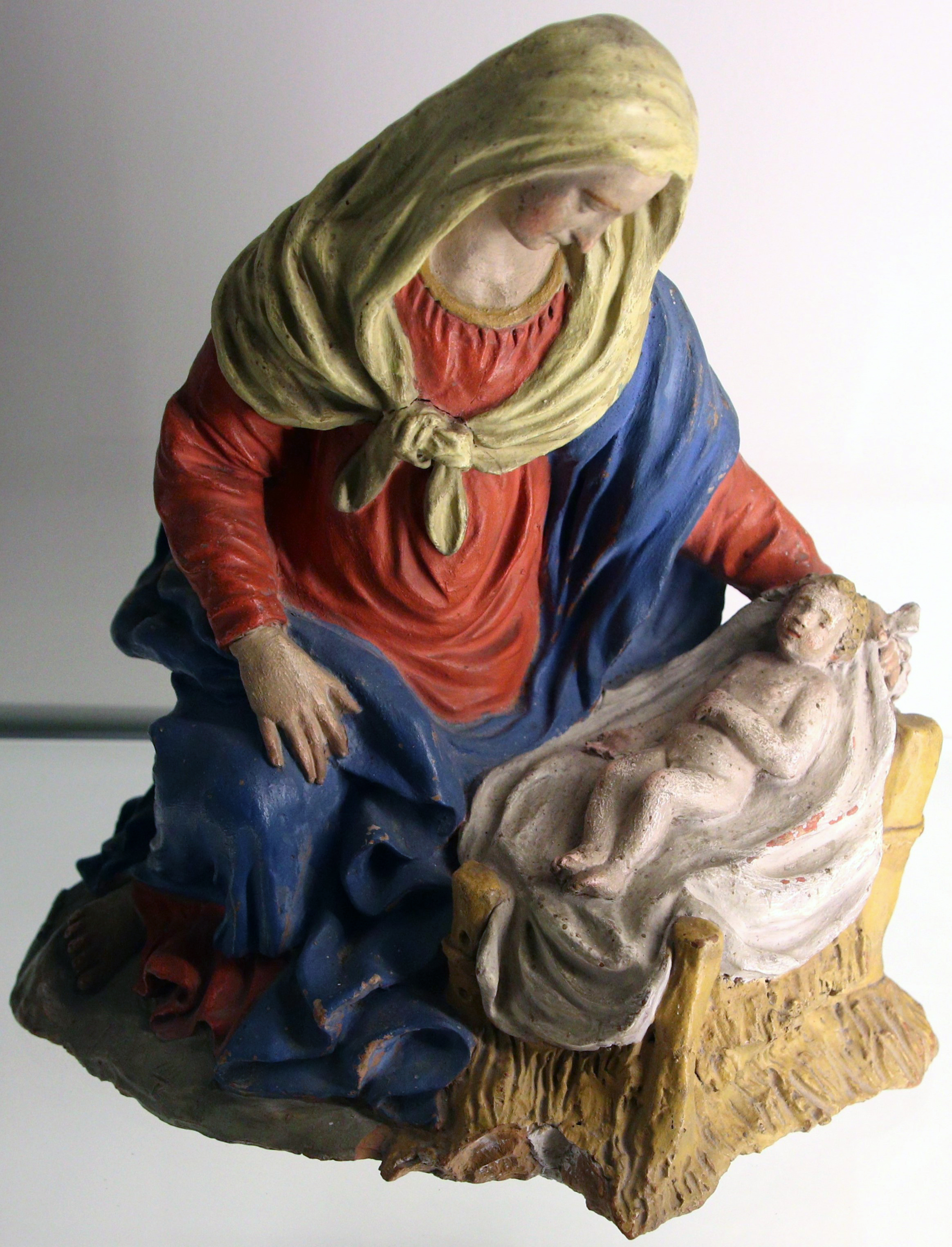
Gaetano Catenacci, Madonna con Bambino
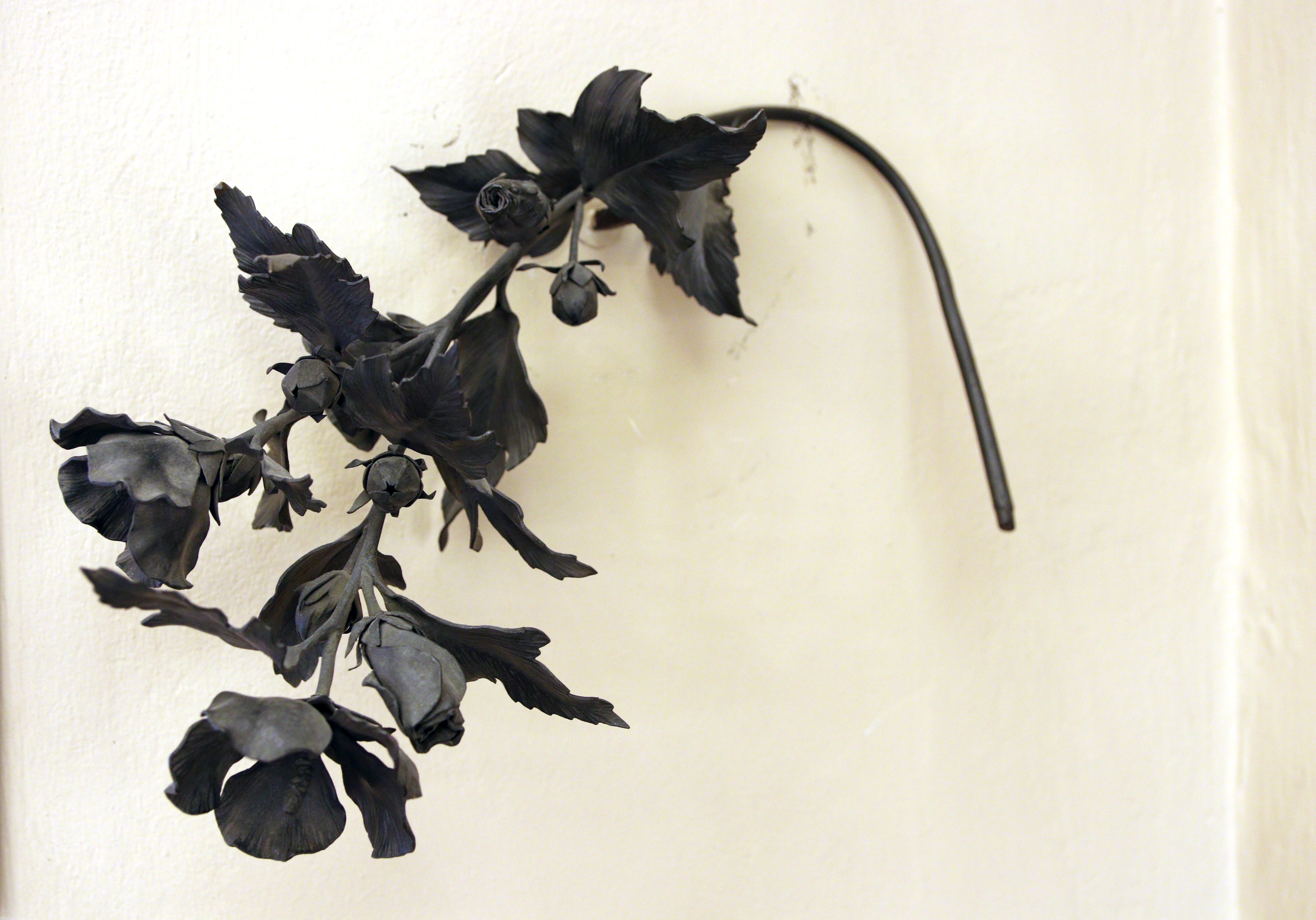
Sante Mingazzi, Ramo d'Altea in ferro battuto
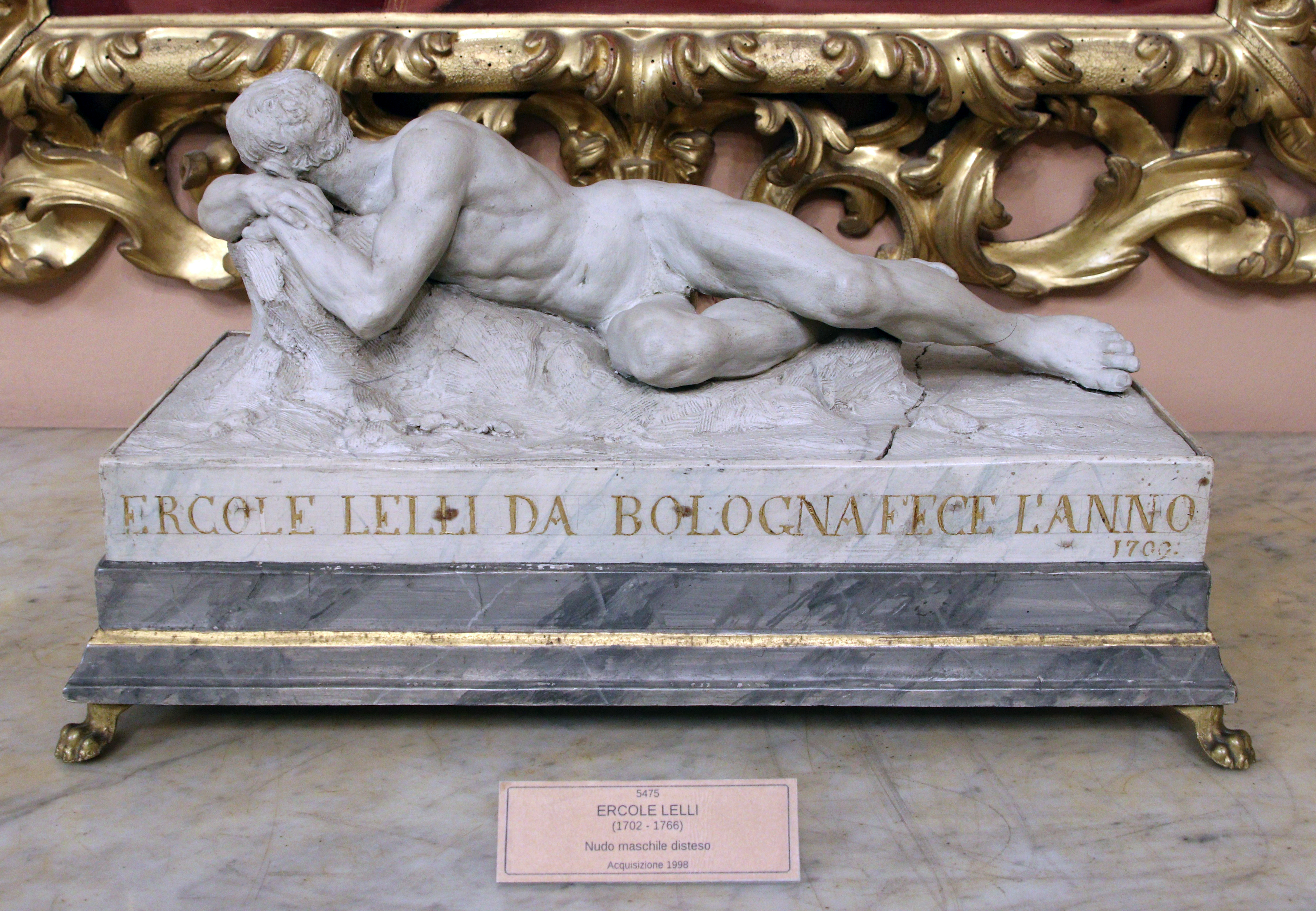
Ercole Lelli, Nudo maschile disteso
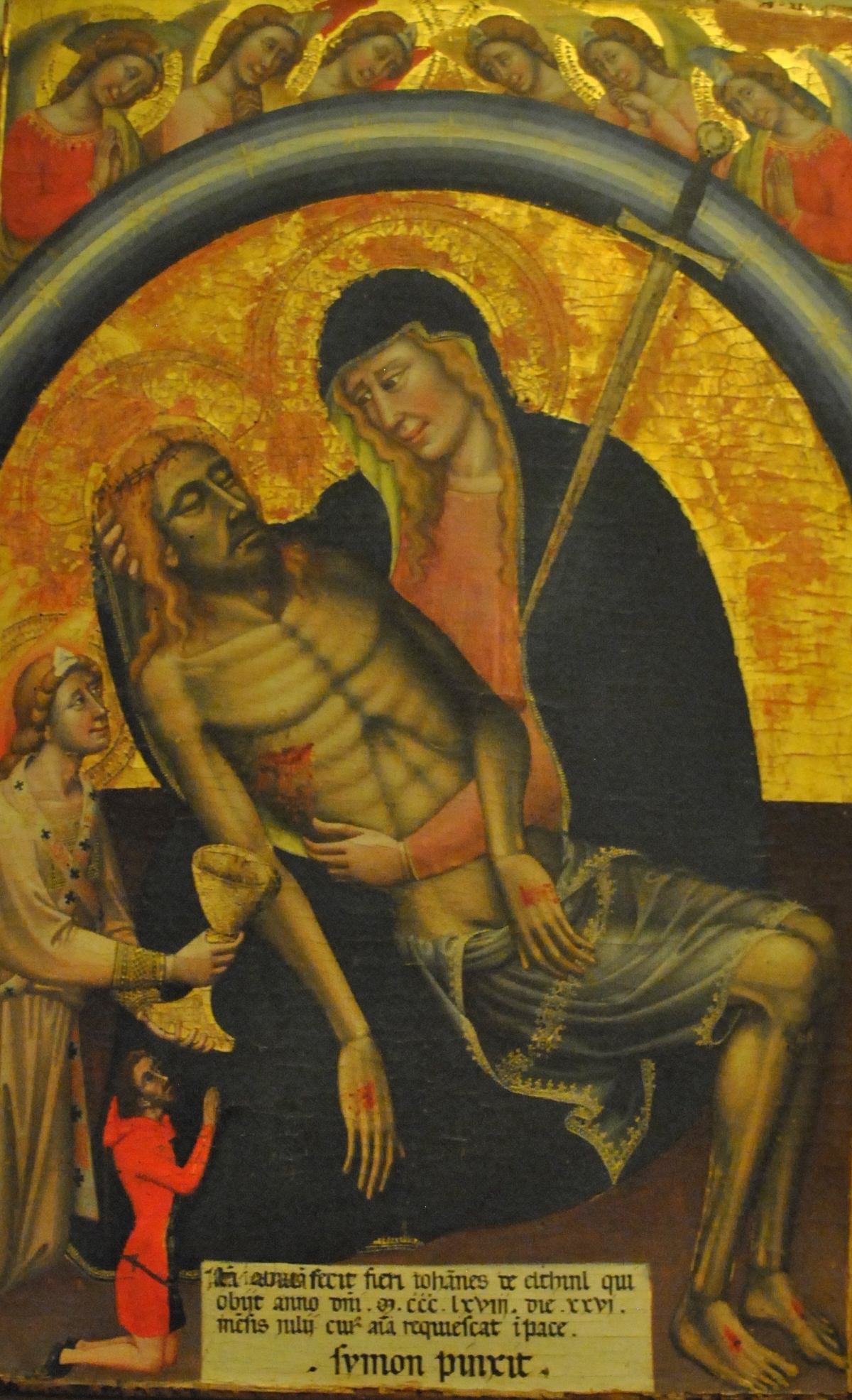
Simone dei Crocifissi, Pietà con angeli e il donatore Giovanni da Elthinl
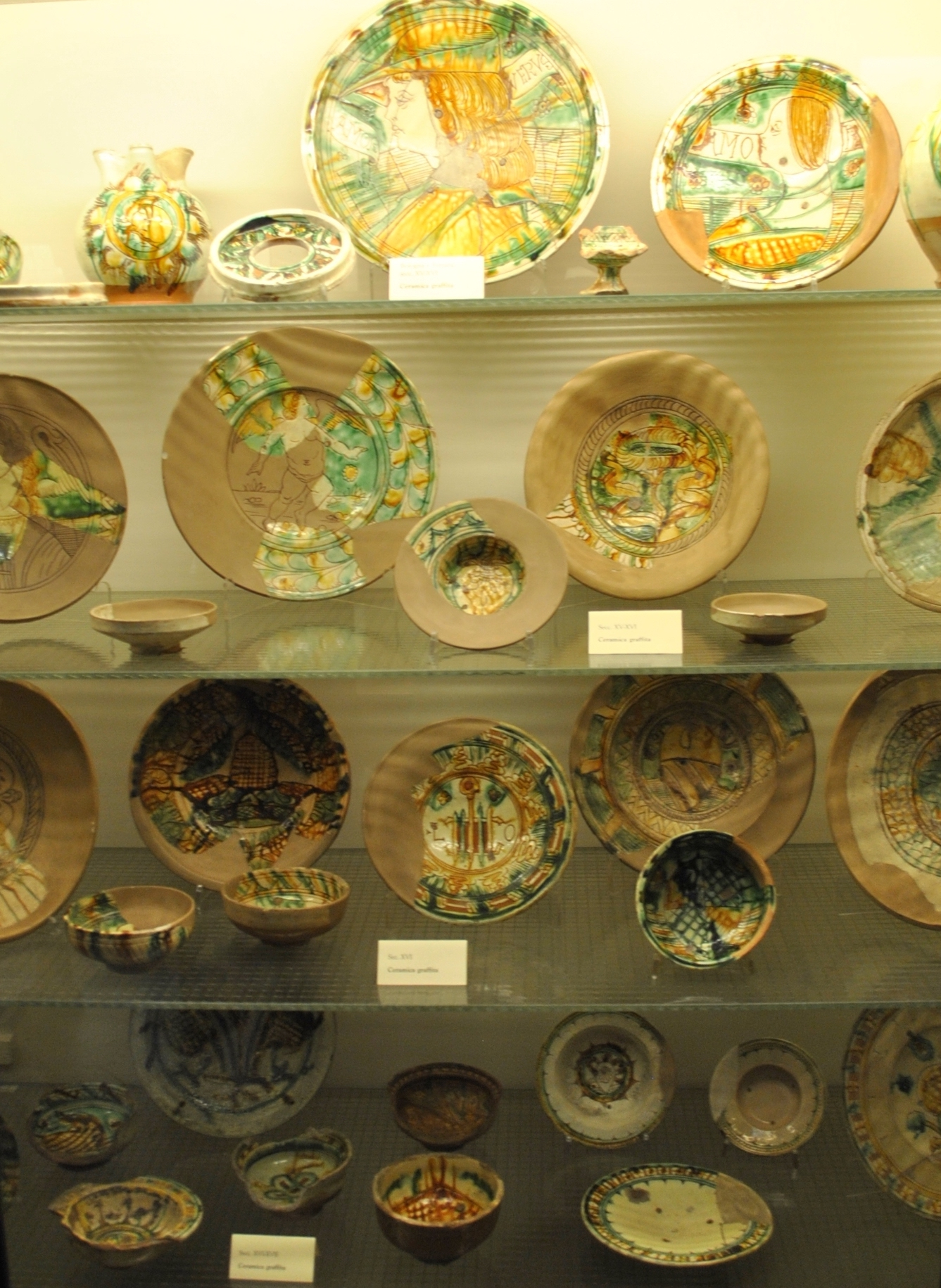
Vetrinetta con cercamiche